# Kyselica
Kyselica (in ungherese Keszölcés) è un comune della Slovacchia facente parte del distretto di Dunajská Streda, nella regione di Trnava.